# Flaminia Bosco
Flaminia Bosco (Buccino, 1º aprile 1864 – Salerno, marzo 1943) è stata una pittrice italiana.

## Biografia
Figlia di Pasquale Bosco, medico e patriota e di Luisa De Maffutiis,di Auletta. La sua era una famiglia numerosa nella quale si distingue Pietro, tenente colonnello medico nel Regio esercito, e docente di anatomia e istologia patologica nella Regia Università di Roma. Visse e studiò a Firenze.
Flaminia, all'età di 27 anni, sposò Emilio Fonseca Pimentel.  Dopo le nozze, la Bosco, si trasferì a Fiesole nella tenuta del marito. Successivamente visse per molto tempo a Secondigliano di Napoli. La sua vita e attività artistica fu itinerante, frequenti furono gli spostamenti tra la Toscana e il capoluogo campano, documentati dalle scritte sul retro di vari quadri.
Nel 1939-40 si trasferì a Salerno, in via Arce.
Per quanto concerne la sua personalità viene descritta come una donna affascinante e di grande carattere, forte ma anche volubile. Flaminia Bosco,era una donna molto colta: una letterata, componeva poesie e conosceva molto bene il greco tanto che era solita firmare le sue opere con il nome di battesimo in greco. Non solo, era anche una musicista, suonava sia il pianoforte sia la chitarra.
Si contraddistinse però nel campo delle arti pittoriche: nella sua vita realizzò settanta opere seguita dai maestri napoletani Edoardo Dalbono e Federico Rossano e il fiorentino Niccolò Cannici.
Flaminia Bosco partecipò ad esposizioni internazionali, ottenendo il primo posto nel 1900 a Parigi con il dipinto Cesto d'uva. Flaminia fu presente in diverse esposizioni nazionali: a Firenze nel 1904 e nel 1907,a Napoli nel 1913, 1917 ,1922; alla Mostra d'Arte salernitana tenutasi presso il Palazzo Edilizia nel 1926 assieme a Pia Galise e Antonietta Casella. Nel Catalogo della XXXVI mostra della Società promotrice delle belle arti "Salvator Rosa" è nominata tra gli artisti espositori con due opere: Flaminia e Cesto d'uva. A Salerno ritorna nel 1933,con una mostra in cui espone: "Case sulle rocce", "Ritratto di bambina"," Cesto d'uva". In un articolo sulle pittrici che esposero durante questa nota mostra, "La Revue Moderne Illustrèe des Artes et de la Vie", n 18,30 settembre 1933, Clément Morro, un critico francese, esprime un suo giudizio sulla Bosco, dopo aver elencato i suoi maestri, come Dalbono e Rossano, la ritiene essere una delle figure artistiche più capaci del mondo artistico italiano e una delle prime donne pittrici d'Italia.
Del suo stile è stata sottolineata la particolare tendenza a spiritualizzare il colore, a velarlo, e i suoi quadri hanno destato vivo interesse per questa caratteristica dolce e composta.
La Bosco morì nel 1943, nonostante fosse stata inviata una lettera per comunicare il suo decesso alla sua famiglia a Buccino, questa non arrivò in tempi brevi,a causa della difficoltà di comunicazione dell'epoca, quando venne recapitata era troppo tardi per poterle dare una dignitosa sepoltura. Per questa ragione, il suo corpo finì in una fossa comune e le sue ossa non vennero mai ricomposte.
Le opere di Flaminia Bosco sono state esposte nella Mostra Luccichii. Pittrici salernitane degli anni Trenta nella Pinacoteca provinciale di Salerno (4 aprile-2 giugno 2008).